# 청풍대교
청풍대교(淸風大橋)는 대한민국 충청북도 제천시 청풍면에 위치한 대교이다. 읍리와 물태리, 도화리를 연결시키고 있으며, 본래 있던 청풍교(淸風橋)가 오래되어 옆에 새롭게 대교를 건설하게 되었다.